# LUX 035
LUX 035 fue un evento de artes marciales mixtas producido por LUX Fight League, que se llevó a cabo el 11 de agosto de 2023 en el Showcenter Complex de Monterrey, Nuevo León, México.

## Antecedentes
El evento estelar contó con una pelea de peso pluma entre el ex retador del Campeonato de Peso Pluma de LUX Édgar Delgado y Emmanuel Rivero por el título vacante.
La pelea coestelar contó con un combate de peso gallo entre André Barquero e Irvin Amaya.

## Resultados
1. ↑  Por el Campeonato de Peso Pluma de LUX